# Mexcala agilis
Mexcala agilis är en spindelart som beskrevs av Lawrence 1928. Mexcala agilis ingår i släktet Mexcala och familjen hoppspindlar. Inga underarter finns listade i Catalogue of Life.